# كينيث يالينز
كينيث يالينز هو مدرب كرة قدم ولاعب كرة قدم سورينامي، ولد في 4 أكتوبر 1957 في باراماريبو في سورينام. شارك مع منتخب سورينام لكرة القدم. أما مع النوادي، فقد لعب مع S.V. Voorwaarts ‏.